# Heckfield Green
Heckfield Green – osada w Anglii, w Suffolk. Leży 4,4 km od miasta Eye, 31,1 km od miasta Ipswich i 128 km od Londynu. W 2015 miejscowość liczyła 584 mieszkańców.